# 上村基宏
上村基宏（かみむら もとひろ、1952年8月18日 - ）は、日本の銀行家。鹿児島銀行代表取締役会長。九州フィナンシャルグループ取締役。鹿児島経済同友会代表幹事。

## 来歴・人物
鹿児島県出身。鹿児島市生まれ。鹿児島県立鶴丸高等学校を経て、慶應義塾大学商学部卒業後、鹿児島銀行入行。
小中時代には水泳、高校時代は野球、大学在学時にはボクシング部に所属。また常務時代まで毎日、腕立て伏せと腹筋を300回こなすなどスポーツに勤しんできた。
30歳代、3年間にわたった東京赴任時には、当時の頭取から「銀行にとって革新的なことを考えてくれ。」との特命の下、仕事に役立つ知見を得るため自腹で1000万円近くの交際費を費やした逸話を持つ。
各支店長を歴任後、事務を統括する業務統括部長を務め、2004年取締役に選出される。常務在任時には人事、システム、審査を担当。またシステムは4年間管掌した。
2010年頭取に就任する。甲斐隆博肥後銀行頭取とは、福岡支店長時代から親交が深く、また慶大商学部の同窓生であることが今般の経営統合、九州FG設立の大きな誘因の一つとなったと報じられている。
2019年6月、鹿銀代表取締役会長、九州FG取締役に退く。

## 略歴
- 1975年 - 慶應義塾大学商学部卒業後、鹿児島銀行入行[1]。
  - 以降、検査部検査役、紫原、指宿、福岡、高見馬場各支店長、業務統括部長等を歴任。
- 2004年 - 同取締役業務統括部長委嘱。
- 2006年 - 同常務取締役。
- 2010年 - 同代表取締役頭取。
- 2015年 - 九州フィナンシャルグループ代表取締役社長。
- 2019年6月 - 九州フィナンシャルグループ取締役、鹿児島銀行代表取締役会長。